# Radio Focus
A Radio Focus egy magyarországi kereskedelmi rádió volt Salgótarjánban és Nógrád megyében, a körzet egyetlen helyi rádiója.

## Története
A próbaadásait 1994. május 1-én kezdte meg a helyi Focusunió Kft. vállalkozásaként az URH-sáv 68,39 Megaherz hullámhosszán. Háromnapos műszaki próba után 1994. június 15-től már állandó sugárzási engedéllyel rendelkezett. A kezdetben napi három-négyórás műsorfolyamban könnyed hangvételű, stúdióbeszélgetésekkel tarkított zenés műsort adtak, felvállalva közszolgálati funkciókat is, de szigorúan tartózkodtak a napi politizálástól.
Az FM 100.4-es frekvencián 1996. március 23-án déltől indult el Salgótarjánban. Az eleinte déltől éjfélig, majd később folyamatosan 24 órán át sugárzó rádió főként a zenékre és a helyi történésekre építette műsorait. A 0,25 kW teljesítménnyel sugárzott műsor Salgótarján 30 kilométeres körzetében volt elérhető. Saját vételkörzetében az adó huzamosabb ideig volt a piacvezető kereskedelmi rádió. A Rádió Focus volt Nógrád megye első kereskedelmi rádiója. 2002-től a műsorszolgáltatást és -sugárzást a Helyi Rádió Műsorszolgáltató Kft. látta el.
2017. június 7-én 16:00-kor a Rádió 1 hálózatos adása váltotta.

## Műsorai
Hétköznap 
- 6:00-10:00 Naprakész (Reggeli műsor)
- 10:00-11:00 Zenesziget (csak zene)
- 11:00-15:00 Oázis (Programajánló, Zenei műsor, Érdekességek, Hírek)
- 15:00-18:00 Délutáni csúcs (Zene, Helyi hírek, Sport)
- 18:00-19:00 Első kézből (A legfrissebb slágerek)
- 19:00-22:00 Este (Hétfőnként: FM Randi, Péntekenként: Tranzit)
- 22:00-06:00 Éjszakai Expressz (csak zene)